# Carmen Mähr
Carmen Mähr, po mężu Pfanner (ur. 28 listopada 1951) – austriacka lekkoatletka, płotkarka, dwukrotna medalistka halowych mistrzostw Europy.
Odpadła w eliminacjach biegu na 60 metrów i biegu na 60 metrów przez płotki na halowych mistrzostwach Europy w 1971 w Sofii.
Zdobyła brązowy medal w sztafecie 4 × 1 okrążenie (w składzie: Christa Kepplinger, Maria Sykora, Mähr i Monika Holzschuster) na halowych mistrzostwach Europy w 1972 w Grenoble, a w biegu na 50 metrów przez płotki zajęła 6. miejsce.
Na halowych mistrzostwach Europy w 1973 w Rotterdamie zdobyła srebrny medal w sztafecie 4 × 1 okrążenie (w składzie: Brigitte Haest, Kepplinger, Mähr i Karoline Käfer) oraz odpadła w półfinale biegu na 60 metrów przez płotki. Odpadła w półfinale biegu na 60 metrów przez płotki oraz eliminacjach biegu na 60 metrów na kolejnych halowych mistrzostwach Europy w 1974 w Göteborgu.
Startowała także na letniej uniwersjadzie w 1973 w Moskwie, ale odpadła w półfinale biegu na 100 metrów przez płotki oraz kwalifikacjach skoku w dal.
Była mistrzynią Austrii w biegu na 100 metrów przez płotki w 1974 i 1976, a także brązową medalistką w pięcioboju w 1973.
Była rekordzistką Austrii w biegu na 100 metrów przez płotki z czasem 13,5 s (pomiar ręczny, 17 czerwca 1973 w Budapeszcie) i 13,80 s (pomiar automatyczny, 30 czerwca 1974 w Wiedniu.
Pozostałe rekordy życiowe Mähr:
| Konkurencja                           | Data i miejsce            | Wynik |
| ------------------------------------- | ------------------------- | ----- |
| bieg na 50 metrów (hala)              | 10 lutego 1973, Böblingen | 6,5   |
| bieg na 60 metrów (hala)              | 10 marca 1974, Göteborg   | 7,69  |
| bieg na 50 metrów przez płotki (hala) | 11 marca 1972, Grenoble   | 7,17  |
| bieg na 60 metrów przez płotki (hala) | 10 marca 1973, Rotterdam  | 8,48  |